# Nances
Nances település Franciaországban, Savoie megyében. Lakosainak száma 534 fő (2022. január 1.). Nances Aiguebelette-le-Lac, Marcieux, La Motte-Servolex, Novalaise és Saint-Sulpice községekkel határos.

## Népesség
A település népességének változása:
| Lakosok száma | 447  | 451  | 489  | 490  | 502  | 509  | 518  | 529  | 534  |
|               | 2013 | 2015 | 2016 | 2017 | 2018 | 2019 | 2020 | 2021 | 2022 |